# Asiodidea
Asiodidea (лат.) — род двукрылых из семейства журчалок.

## Описание
Мухи размером от 11 до 14 мм. Лоб жёлтый, просвечивающий. Глаза голые. Ариста почти голая. R4+5 глубоко погружена в ячейку r5. Ноги жёлтые. Среднеспинка и щиток в золотисто-жёлтых волосках. Жёлтые пятна на брюшке занимают почти весь сегмент.

## Систематика
В составе рода единственный вид Asiodidea nikkoensis (Matsumura, 1916). Первоначально был выделен по виду Asiodidea potanini Stackelberg, 1930), найденный в Китае в провинции Сычуань. Потом этот вид был сведён в синонимы к виду, описанному японским диптерологом Матцмурой с острова Хонсю.

## Распространение
Встречается на юге Курильских остров (Кунашир и Шикотан), в Японии (Хонсю и Хокайдо) и в Китае (Сычуань).